# Campo Redondo
Campo Redondo este un oraș în Rio Grande do Norte (RN), Brazilia.